# Kostel Slezské církve evangelické (Orlová)
Kostel slezské církve evangelické augsburského vyznání je jednolodní kostel vystavěný v pozdně klasicistním stylu v letech 1861–1862. Stojí na Cingrově kopci na ulici Petra Cingra v orlovské místní  části Město. Je chráněn jako kulturní památka České republiky.

## Historie

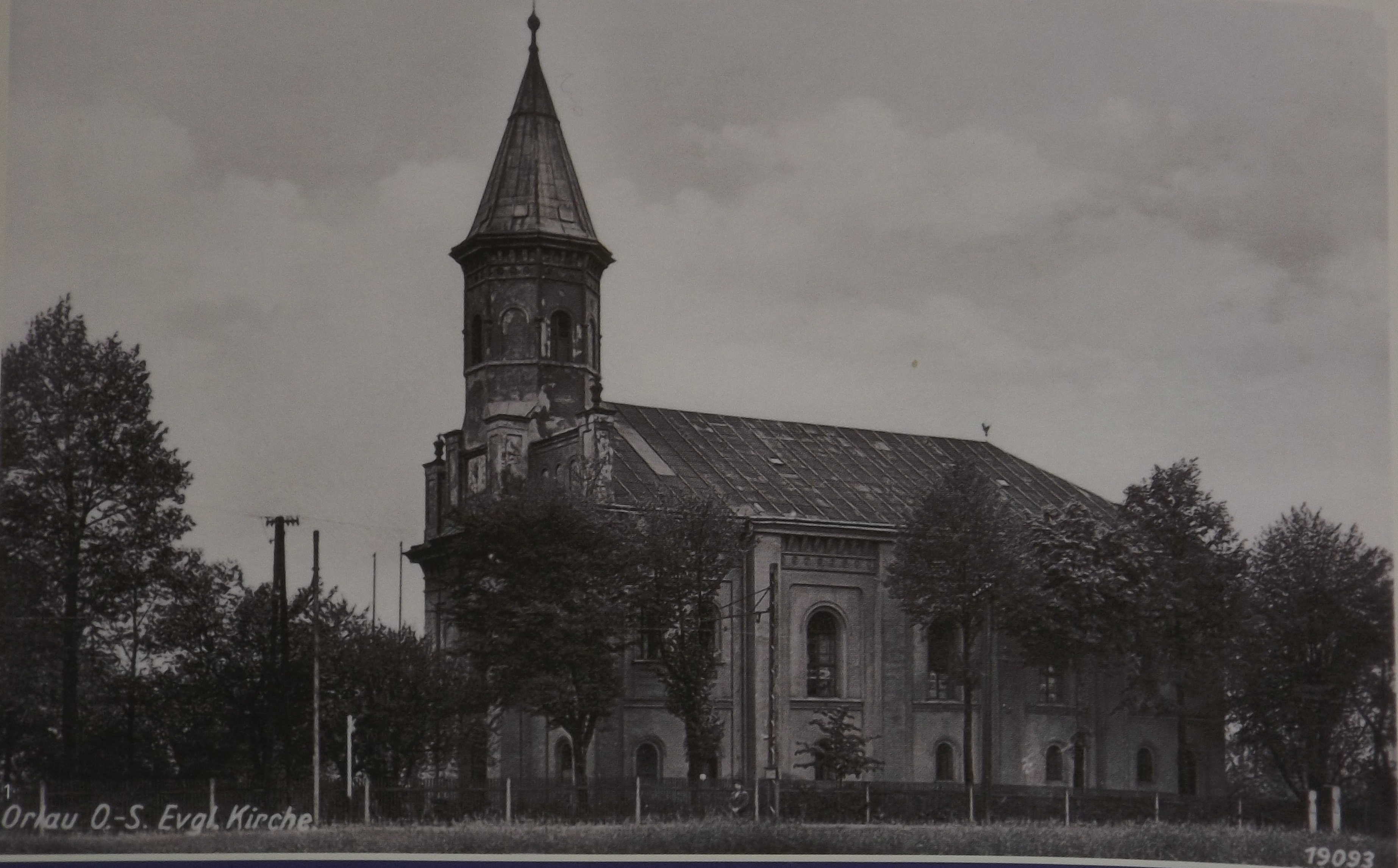
Archivní fotografie kostela

Po vydání tolerančního patentu roku 1781 začali evangelíci znovu stavět své modlitebny i na Těšínsku. Orlovští evangelíci v té době docházeli do 11 km vzdálené modlitebny v Dolních Bludovicích, ovšem zasazovali se o vlastní kostel a již v roce 1827 počali s výrobou cihel na novou stavbu. Roku 1840 byla založena alespoň evangelická škola a o sedm let později hřbitov.

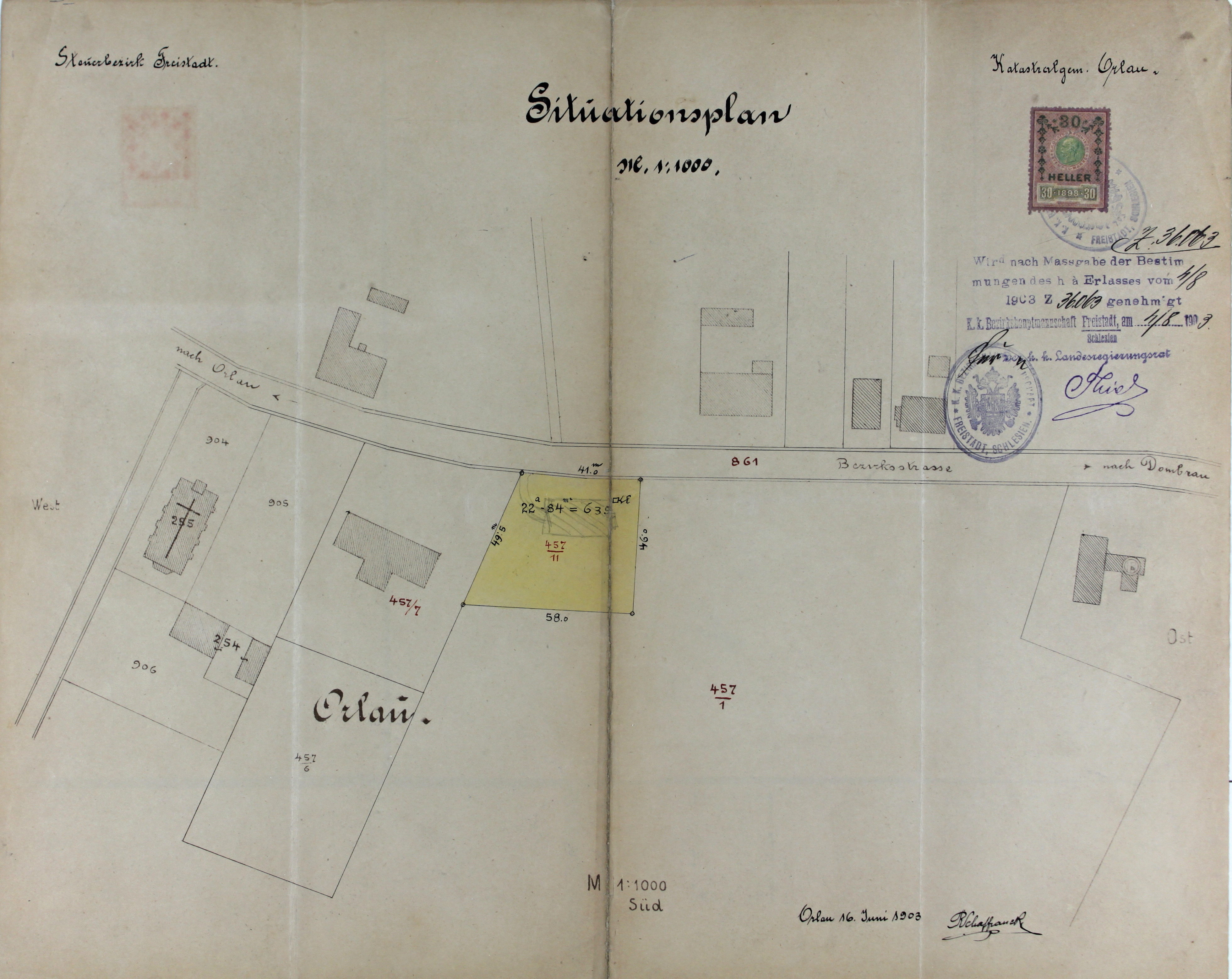
Kostel zaznačený vlevo na situačním plánu vybudování Orlovské synagogy

Na shromáždění konaném 22. ledna 1860 bylo konečně rozhodnuto a započetí stavby. V roce 1891 byl založen farní sbor a hned poté k ní bylo přistoupeno. Slavnostní položení základního kamene proběhlo 24. června 1861, v den svátku sv. Jana. Při této příležitosti byl do základů pravého pilíře pod věží uložen císařský patent z 8. dubna 1861 (o zrovnoprávnění protestantských vyznání) a další dokumenty.
Stavbu provedl stavitel Gross z Těšína současně z přízemní farou. Již 15. října 1862 došlo k vysvěcení kostela, které provedl superintendent Lumnitzer. V roce 1911, k 50. jubileu od položení základního kamene, došlo k významné renovaci kostela a roku 1919 byly pověšeny nové zvony, které padly za oběť válečné rekvizici.
Kvůli vlivům hlubinného dolování musel být kostel na několikrát opravován a roku 1982 došlo k jeho statickému zajištění. Rekonstrukci dokončila oprava fasády a kostel byl roku 1983 znovu vysvěcen.
Kvůli nebezpečí zhroucení budovy byl roku 2004 donucen přestat kostel užívat a jednalo se dokonce i o jeho úplném zboření. Nakonec byl roku 2005 staticky zajištěn a sbor se mohl do kostela navrátit.
Vedle kostela se v letech 1847–2001 nacházel evangelický hřbitov.

## Popis

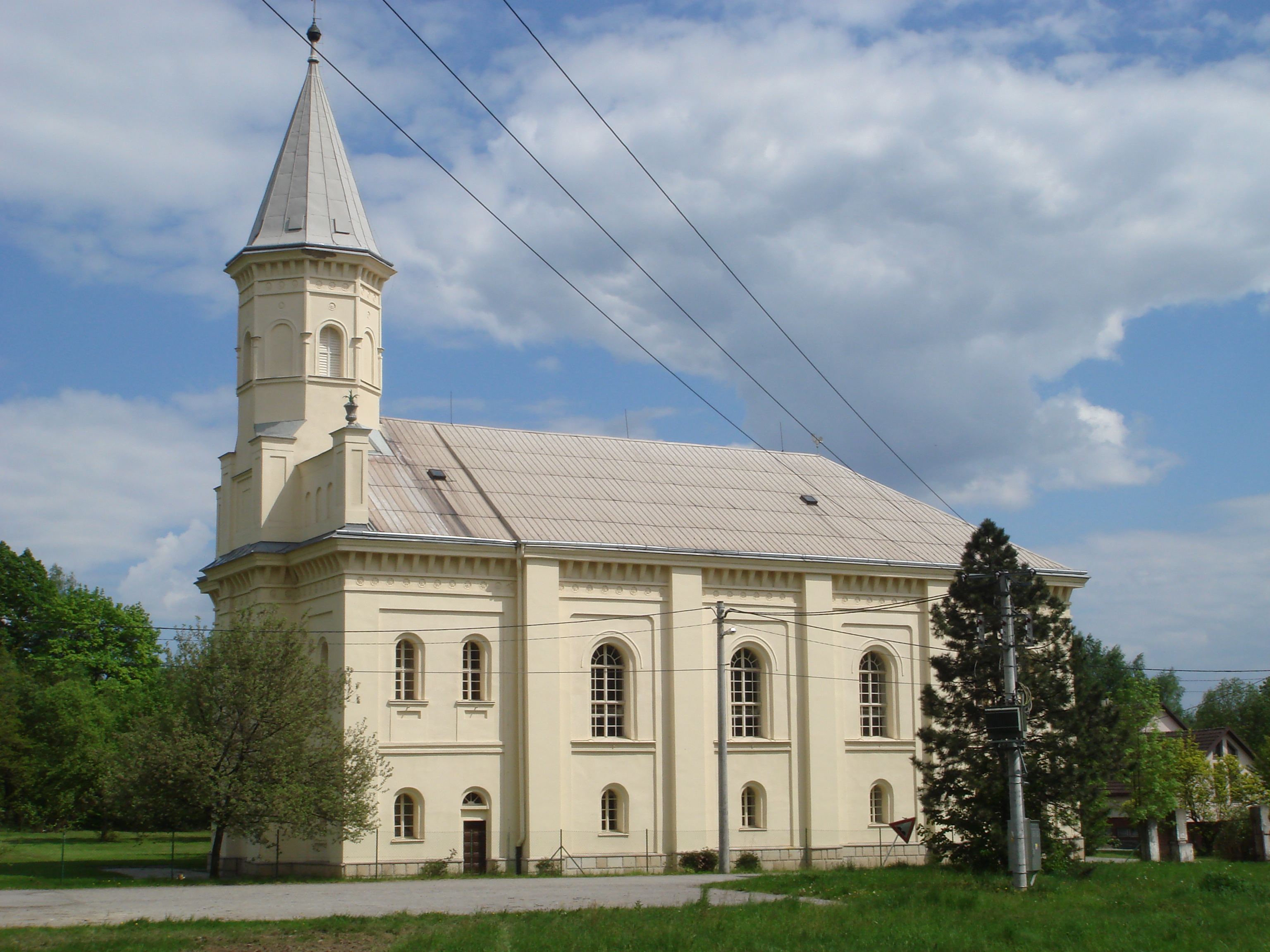
Kostel z jihu

Jedná se o zděnou jednolodní pozdně klasicistní stavbu s jednou věží a polygonálně uzavřeným presbyteriem. Kostel je zastropen pomocí systému zděných kleneb z plných pálených cihel. Střecha nad lodí kostela je sedlová, nosnou konstrukci tvoří dřevěný krov.
Budova kostela je významná stavební dominanta města, stojí na vrcholu Cingrova kopce a je kulturní památkou České republiky.
Kostel je zařazen do historické stezky Zapomenutá Orlová. Na místě se nachází také informační cedule.